# Matías Ramírez
Claudio Matías Ramírez (Pontevedra, 14 marzo 1999) è un calciatore argentino, attaccante del Defensa y Justicia in prestito dal Godoy Cruz.

## Caratteristiche tecniche
È una seconda punta.

## Carriera
Cresciuto nel settore giovanile del Ferro Carril Oeste, debutta in prima squadra il 20 dicembre 2016 in occasione dell'incontro di Primera B Nacional vinto 3-1 contro l'All Boys. Nel 2019 passa per una stagione in prestito al Villa Dálmine e nel 2021 si trasferisce a titolo definitivo al Godoy Cruz.

## Statistiche

### Presenze e reti nei club
Statistiche aggiornate al 25 aprile 2025.
| Stagione                  | Squadra                   | Campionato                | Campionato | Campionato | Coppe nazionali | Coppe nazionali | Coppe nazionali | Coppe continentali | Coppe continentali | Coppe continentali | Altre coppe | Altre coppe | Altre coppe | Totale | Totale |
| Stagione                  | Squadra                   | Comp                      | Pres       | Reti       | Comp            | Pres            | Reti            | Comp               | Pres               | Reti               | Comp        | Pres        | Reti        | Pres   | Reti   |
| ------------------------- | ------------------------- | ------------------------- | ---------- | ---------- | --------------- | --------------- | --------------- | ------------------ | ------------------ | ------------------ | ----------- | ----------- | ----------- | ------ | ------ |
| 2016-2017                 | Ferro Carril Oeste        | PBN                       | 7          | 0          | CA              | 0               | 0               | -                  | -                  | -                  | -           | -           | -           | 7      | 0      |
| 2017-2018                 | Ferro Carril Oeste        | PBN                       | 5          | 0          | CA              | 0               | 0               | -                  | -                  | -                  | -           | -           | -           | 5      | 0      |
| 2018-2019                 | Ferro Carril Oeste        | PBN                       | 2          | 0          | CA              | 0               | 0               | -                  | -                  | -                  | -           | -           | -           | 2      | 0      |
| 2019-2020                 | Villa Dálmine             | PBN                       | 3          | 0          | CA              | 0               | 0               | -                  | -                  | -                  | -           | -           | -           | 3      | 0      |
| 2020                      | Ferro Carril Oeste        | PBN                       | 8          | 1          | CA              | 0               | 0               | -                  | -                  | -                  | -           | -           | -           | 8      | 1      |
| Totale Ferro Carril Oeste | Totale Ferro Carril Oeste | Totale Ferro Carril Oeste | 22         | 1          |                 | 0               | 0               |                    | -                  | -                  |             | -           | -           | 22     | 1      |
| 2021                      | Godoy Cruz                | PD                        | 18         | 2          | CA+CdL          | 3+11            | 1+0             | -                  | -                  | -                  | -           | -           | -           | 32     | 3      |
| 2022                      | Godoy Cruz                | PD                        | 13         | 1          | CA+CdL          | 3+10            | 0               | -                  | -                  | -                  | -           | -           | -           | 26     | 1      |
| gen.-lug. 2023            | Godoy Cruz                | PD                        | 16         | 0          | CA+CdL          | 2+0             | 0               | -                  | -                  | -                  | -           | -           | -           | 18     | 0      |
| Totale Godoy Cruz         | Totale Godoy Cruz         | Totale Godoy Cruz         | 47         | 3          |                 | 29              | 1               |                    | -                  | -                  |             | -           | -           | 76     | 4      |
| ago.-dic. 2023            | Banfield                  | PD                        | 0          | 0          | CA+CdL          | 0+3             | 0               | -                  | -                  | -                  | -           | -           | -           | 3      | 0      |
| gen.-ago. 2024            | Gimnasia (LP)             | PD                        | 1          | 0          | CA+CdL          | 1+6             | 0               | -                  | -                  | -                  | -           | -           | -           | 8      | 0      |
| sep.-dic. 2024            | Defensa y Justicia        | PD                        | 9          | 2          | CA+CdL          | 0               | 0               | CS                 | 0                  | 0                  | -           | -           | -           | 9      | 2      |
| 2025                      | Defensa y Justicia        | PD                        | 11         | 0          | CA              | 0               | 0               | CS                 | 3                  | 0                  | -           | -           | -           | 14     | 0      |
| Totale Defensa y Justicia | Totale Defensa y Justicia | Totale Defensa y Justicia | 20         | 2          |                 | 0               | 0               |                    | 3                  | 0                  |             | -           | -           | 23     | 2      |
| Totale carriera           | Totale carriera           | Totale carriera           | 93         | 6          |                 | 39              | 1               |                    | 3                  | 0                  |             | -           | -           | 135    | 7      |